# Fate (Computerspiel)
Fate (auch FATE) ist ein von WildTangent entwickeltes und vertriebenes Computerspiel, das in das Genre der Action-Rollenspiele oder Hack-&-Slay-Spiele fällt. Es ist erstmals im Jahr 2005 veröffentlicht worden.

## Spielprinzip
In Fate wählt der Spieler eine Spielfigur, deren Geschlecht und Aussehen er teilweise bestimmen kann. Zusätzlich muss man einen Hund oder eine Katze als Haustier auswählen, das als Begleiter zur Seite steht und mit Fischen in Monster transformiert werden kann. Das Haustier kann auch verwendet werden, um Gegenstände zu verkaufen, ohne dass der Spieler den Dungeon verlassen muss. Der Charakter startet mit seinem Haustier in einem Dorf namens Grove, wo ein Eingang zu einem Dungeon ist, in dem ein starkes Monster auf einem Dungeonlevel etwa zwischen 40 und 50 lauert, das als Hauptziel dient. Nachdem dieses besiegt wurde, können Nachkommen des Charakters erschaffen werden. Zusätzlich können für jedes Dungeonlevel vor dem erstmaligen Betreten bis zu drei zufallsgenerierte Aufträge angenommen werden. Diese können auch jederzeit abgebrochen werden, was sogar als Trick vom Programm erzählt wird.
Der Charakter verfügt über vier Fähigkeiten: Strength (Stärke), Dexterity (Geschicklichkeit), Vitality (Gesundheit) und Magic (Magie). Durch höhere Strength richtet der Charakter mehr Schaden an, während er durch höhere Dexterity verbesserte Genauigkeit und höhere Ausweichwahrscheinlichkeit erhält. Vitality erhöht die Trefferpunkte, während Magic die Magiepunkte und unter einer bestimmten Punktezahl auch mögliche erlernbare Zauber erhöht.
Diese Fähigkeiten können durch Aufstiege des Erfahrungslevels oder im Dungeon herumstehende Lernschreine verbessert werden. Pro Levelaufstieg kann man 5 Fähigkeitspunkte nach Belieben verteilen. Der Lernschrein erhöht eine zufällige Fähigkeit permanent um 0–3 Punkte.
Im Gegensatz zu Rollenspielen kann man keine Charakterklasse auswählen. Stattdessen erhält man viele Fertigkeiten, die am Anfang auf Level 0 sind und die man durch Vergabe von Punkten erhöhen kann. Fertigkeitenpunkte erhält man durch einen Aufstieg des Charakterlevels oder Ruhmlevels.
Der Ruhm kann durch das Besiegen starker Gegner, erledigte Aufgaben und Bezahlung an einen bestimmten Nicht-Spieler-Charakter erhöht werden.
Erfahrungspunkte erhält man durch besiegte Gegner und erledigte Aufgaben.
Genretypisch ist es möglich, durch Ausrüstungsgegenstände seine Fähigkeiten zu verbessern. Diese werden auch dann verbessert, wenn noch kein Fertigkeitenpunkt investiert wurde. Die Ausrüstungsgegenstände sind in normale, magische, seltene und Artefakte (einzigartige Gegenstände) unterteilt. Zusätzlich können gesockelte Gegenstände durch Juwelen verbessert werden. Wenn man mit einem so gesockelten Gegenstand nicht zufrieden ist, kann man sich im Dorf die Juwelen aus dem Gegenstand entfernen lassen. Dabei wird entweder der Gegenstand oder die Juwelen vernichtet. Durch einen in manchen Dungeonlevels zu findenden Schmiedeplatz kann versucht werden, einen Gegenstand zu verbessern. Dabei ist die Wahrscheinlichkeit höher, dass Gegenstände mit wenigen magischen Eigenschaften verbessert werden. Es ist jedoch auch möglich, dass eine solche Verbesserung Nachteile bewirkt, indem sie etwa dem Gegenstand eine Eigenschaft gibt, die Fähigkeitspunkte abzieht.
Bei Levelaufstiegen erhaltene Fähigkeitspunkte und Fertigkeitspunkte werden permanent verteilt, das bedeutet, man kann sie nicht mehr entfernen, wenn man sie einmal verteilt hat.
Die aktuell erhältliche Version des Grundspiels ist mittlerweile auch in Deutsch erhältlich. Dabei wurden zwar die Unterhaltungen und auch die Sprachausgabe übersetzt, die Kreaturen, Gegenstände und Zaubersprüche blieben jedoch weiterhin englisch.

### Magie
Die Zaubersprüche lassen sich in die drei Klassen „Attack“ (Angriff), „Defense“ (Verteidigung) und „Charm“ (Unterstützung) einteilen, für die es jeweils eine Fertigkeit gibt. Man kann gleichzeitig bis zu sechs Zauber in jeder dieser Klassen haben, wobei die Art der erlernbaren Zauber von der Magic abhängt. Mit höherer Magic sind somit mehr Zauber erlernbar. Während die schwächsten Zauber schon mit den Startwerten erlernbar sind, benötigen bessere Zauber hohe Werte in Magic. Durch die Erhöhung der jeweiligen Magieklasse werden die Zauber verstärkt. Ein Beispiel: Der Stadtportalzauber benötigt 10 Magic, um erlernt zu werden und wirkt bis zu zwei Dungeonlevels tief sowie zwei weitere für jeden investierten Fertigkeitspunkt in Charm.

## Technisches
Fate wird komplett in 3D gerendert. Der Spieler kann somit hinein- und herauszoomen und das Geschehen auf Tastendruck um 90 Grad nach links und rechts drehen. Der Dungeon enthält theoretisch mehr als 4 Milliarden Levels, die zufällig generiert werden. Für bis zu drei Levels im Voraus werden Aufträge zufallsgeneriert. Wenn auf einem Dungeonlevel alle Aufgaben erledigt sind, kein Stadtportal vorhanden ist und 30 Minuten seit dem letzten Betreten vergangen sind, regeneriert sich der Level, wobei die Gänge bestehen bleiben, aber Monster und Inhalte von Schatzkisten neu verteilt werden.

## Rezeption
Es handele sich um einen kurzweiligen Diablo-Klon, der jedoch nicht langfristig motiviere.